# Club Obras Sanitarias (San Juan)
El Club Obras Sanitarias de San Juan es un club deportivo de la ciudad de San Juan, provincia de San Juan, Argentina, fundado el 25 de noviembre de 1937 y que destaca en el plano nacional por su equipo profesional de voleibol.
A pesar de no tener ningún título oficial de la nueva era de torneos nacionales se lo considera histórico en el deporte a nivel nacional ya que es uno de los equipos que más temporadas ha disputado en la máxima división, incluyendo la inicial Liga Argentina de Voleibol. En la vieja era obtuvo la Copa Argentina de Clubes Campeones en Mayores Masculino en 1982, año que se considera como el comienzo del club en el plano nacional.

## Historia

### Primeros años
El club fue fundado el 25 de noviembre de 1937 como un club polideportivo, donde también se practicaba natación, waterpolo y rugby. El voleibol comienza en la institución de manera más regular cuando en 1968 se funda, siendo Obras uno de los cuatro equipos fundacionales, la Federación Sanjuanina.
A partir de ese momento comenzó una destacada actuación en el deporte que se coronó en 1982, en el segundo Campeonato de Clubes Campeones de Voleibol. Tras eliminar a en las fases finales a Tabaré de Formosa y Maracaibo del Chaco, llegó al triangular final que se disputó en San Juan, en el Estadio Cerrado del Parque de Mayo y ante Mendoza de Regatas y Obras Sanitarias de Capital Federal. El partido definitivo, ante Obras de Capital Federal se disputó hasta el último set, donde el equipo local obtuvo la victoria. El equipo estaba integrado por Leonardo Wiernes, A. Méndez, C. Quiroga, D. Quiroga, A. Demartini, O. Romero. Los suplentes fueron Porcel, Sarmiento, Recabarren, Gallardo, Fernández, Yáñez y el entrenador A. Lombardero.
Este título le valió la clasificación al Campeonato Sudamericano de Clubes Campeones de Voleibol jugado en Argentina, y la primera Copa Mundial de Clubes Campeones de Voleibol que se disputó en Brasil.
Años más tarde, en el plano nacional fue subcampeón de las temporadas de 1986-87 y 1987-88, mientras que en 1985 y 1988, Obras representó a la Argentina en los Sudamericanos de Clubes jugados en Asunción, el primero, y en Lima el segundo. En ambos casos llegó al podio alcanzando el tercer puesto. En 1995 organizó el Sudamericano de ese año donde quedó segundo detrás del União Suzano de Brasil. Además fue organizador del "Torneo Ciudad de San Juan" en 1993, en el que se consagró campeón.

### Liga argentina de voleibol
En 1996 participa de la primera edición de la Liga Argentina de Voleibol, nuevo certamen nacional que buscaba la unión entre el voleibol metropolitano y el del resto del país. Obras comenzó jugando la etapa clasificatoria federal para la Liga en ese año. Tras superada esa etapa, y clasificado a la liga del año siguiente, se emparejó en cuartos de final con Club Mendoza de Regatas, equipo que lo eliminó en una serie al mejor de tres partidos, donde Obras ganó como visitante pero perdió los dos partidos jugados como local.
En la edición siguiente, Obras finaliza segundo en la fase regular y accede de esta manera a los play-offs, comenzando en cuartos de final donde fue emparejado con Azul Vóley Club y al cual elimina en dos juegos, primero ganando como visitante y luego como local. Tras eso, en semifinales quedó eliminado ante Luz y Fuerza de Necochea, sexto de la fase regular y que luego sería campeón. En su tercera liga no alcanza los play-offs y en la cuarta, donde hubo un nuevo formato de play-offs, Obras queda quinto, juega la fase previa ante Mendoza de Regatas al cual elimina y más tarde, en cuartos de final, cae ante el equipo de la Universidad de Buenos Aires.
En la temporada 2000-2001 el equipo logra una de sus mejores marcas en temporada regular, terminando tercero y clasificando al petit torneo Súper 4 que se jugó en San Francisco, Córdoba. El torneo fue todos contra todos entre los cuatro mejores equipos y Obras se lo adjudicó ganando a River en su último partido. Tras esa consagración se empareja en cuartos de final con Scholem Aleijem de Buenos Aires, al cual derrota en cuatro partidos y en semifinales cae ante Club de Amigos, equipo también porteño, que lo derrotó en tres encuentros. En la siguiente temporada el equipo no logra mantener el nivel, quedando noveno en fase regular y eliminado en los play offs, misma posición que lo conseguiría en la temporada 2002-03, pero esa vez sin disputar la segunda fase.
En la temporada 2003-2004 Obras termina por primera vez en la zona de descenso. Terminando penúltimo debió disputar un play-off contra el segundo de la Liga de Ascenso, Neuquén Vóley. Tras perder el primero como local 3 a 0 y ganar como visitante 3 a 2, en el partido definitivo jugado en San Juan venció 3 a 1 y se mantuvo en la máxima división. En la siguiente temporada finaliza cuarto en la fase regular y accede a los play-offs con ventaja de localía, sin embargo, sería eliminado por Orígenes Bolívar en cuatro juegos.
En 2006 Obras termina penúltimo nuevamente, debiendo disputar una serie por la permanencia ante Ferro Carril Oeste de Buenos Aires. El equipo logró la permanencia en dos partidos,  pero en la siguiente temporada debió revalidarla nuevamente. En esa segunda ocasión fue ante PSM Vóley de Puerto General San Martín, al cual derrota en dos partidos. Ese mismo duelo, un año más tarde, en 2008, se repitió, y nuevamente el equipo salvó la categoría.

### Descenso y primera participación en A2
Tras cuatro temporadas terminando penúltimo y disputando los "play-out" ante los subcampeones de la Liga A2, en la temporada 2008-2009, y tras salvarse del descenso directo en la última jornada, desciende al perder la serie de play-out ante Villa María Vóley 2 a 1, perdiendo el partido definitivo en condición de local en el Aldo Cantoni y así se cerró una etapa de 13 temporadas de manera consecutivas disputadas en la máxima división.

Siempre luchamos por mantenernos, pero se llegó al punto de que lo se hacía, no alcanzaba. Con un presupuesto bajo, era imposible traer jugadores que hicieran la diferencia. Esto da una tristeza muy grande.
Leo Porolli, jugador del club.

Se dejó todo lo que había, pero no alcanzó. Hoy no salió nada, no encontramos la solución a lo que nos planteó el rival y por eso nos ganaron bien.
Juan Pablo Casasola, jugador del club.

Tengo bronca porque pudimos ganar. No eran más que nosotros, pero la verdad que jugamos mal en el partido decisivo.
Ernesto Nielson, jugador del club.

Tras el descenso, Obras participó en la temporada 2009-2010 de la Liga A2 bajo la dirección de Rodolfo «Yeyo» Sánchez. Integró la zona 2 junto con Pescadores de Gualeguaychú, River Plate, la Selección Menor y Dirección de Deportes de Azul y logró seis victorias en dieciséis partidos jugados. Además, participó de la «Copa Desafío» de esa temporada en Chovet, donde perdió los dos partidos que jugó y no avanzó de ronda. En el torneo, Obras accedió a los cuartos de final y se enfrentó a Argentino de Marcos Juárez en una serie al mejor de tres partidos. Ganó el primer partido, como local, 3 a 0, pero perdió los dos siguientes partidos, como visitante, 3 a 1 y quedó eliminado de la competencia.
Tras esa temporada, Obras no participaría durante un año en el voleibol nacional por falta de presupuesto. Ese abandono del vóley nacional significó el final de catorce años consecutivos en los máximos niveles del vóley nacional.

Es una pena pero no tenemos la plata que hace falta para afrontar esta competencia. Para pasar vergüenza y quedar mal con la ACLAV, mejor no participamos.
Rodolfo «Yeyo» Sánchez.

### Retorno a la liga A2 y vuelta a primera
Tras una temporada sin participar en el plano nacional, disputa la Liga A2 de Vóley en la temporada 2011-12. El equipo estaba conformado principalmente por jugadores surgidos de las divisiones inferiores del club y otros pocos refuerzos, también juveniles.
Debutó el 2 de diciembre ante UNTreF Vóley en el Aldo Cantoni, donde perdió 3 a 1. Tras diez partidos terminó con nueve victorias y siete derrotas, tercero en la tabla general y clasificado al grand prix, un torneo clasificatorio entre el tercero y sexto para determinar dos clasificados a las semifinales. En este cuadrangular el equipo finalizó segundo, emparejado con el mejor equipo de la tabla general, UNTreF Vóley. Las semifinales fueron al mejor de tres, pero en dos juegos ganó el equipo de la provincia de Buenos Aires y allí Obras dejó de participar.
La temporada 2012-13 de la Liga A2 comenzó en enero con Obras recibiendo a Bancario de Salta. El equipo integró la zona 2 y terminó quinto sobre siete equipos, avanzando a un cuadrangular junto con Escuela Madrynense de Vóley, Jujuy Vóley y La Plata Vóley. Después de ganar los tres partidos accede a las semifinales donde elimina a Polideportivo Carlos Paz en dos encuentros y accede a la final ante Club Ciudad, que logró el campeonato. A pesar del subcampeonato, Obras asciende a la máxima división para la próxima temporada.

### Temporadas tras el ascenso
El equipo ascendió para la temporada 2013-14 y se arma con pocos jugadores experimentados y muchos jugadores de la cantera. Entre los mayores se encontraban los brasileros Marcos Cordeiro, Jonadabe y Carneiro dos Santos, a los cuales se sumó el cubano Dariel García Cortiba y entre los nacionales juveniles estaba Matías Sánchez, quien había sido elegido mejor armador del Mundial Juvenil pasado. La temporada comenzó con la Copa ACLAV, donde el equipo jugó seis partidos y ganó tan solo uno, sin avanzar a la siguiente fase. En la liga terminó noveno y no entró a los play-offs.
La temporada 2014-15 como la anterior comenzó con la Copa ACLAV, donde el equipo nuevamente quedó eliminado en la primera fase. En la temporada regular el equipo terminó último, con tan solo dos victorias en dieciocho partidos.
Para la tercera temporada tras la vuelta, el equipo se refuerza con José Luis González, campeón en los Juegos Panamericanos de Toronto, Rodrigo Quiroga, otro jugador de selección y que ya había pasado por el equipo, y los extranjeros Liván Osoria, cubano, y Roosewelt Vasconcellos, brasilero que se suma a la Jonadabe, quien continúa de la pasada. En su tercer Copa ACLAV jugada el equipo avanzó de fase tras ganar un triangular que disputó junto con UPCN San Juan y Gigantes del Sur. Tras perder en semifinales y el partido por el tercer puesto, el equipo se ubicó cuarto. A mitad de temporada el equipo clasificó al Torneo Pre Sudamericano, donde se disputó una plaza para la competencia internacional, por un set de diferencia y ante Personal Bolívar quedó eliminado. En esa temporada, Obras alcanza el cuarto puesto en la etapa regular y accede a los play-offs con ventaja de campo. Primer se enfrenta con La Unión de Formosa, al cual derrota en los dos partidos disputados, 3 a 0, y accede a las semifinales donde se enfrenta con UPCN San Juan Vóley. El clásico sanjuanino se disputó por primera vez en esta instancia, y allí, los cóndores vencieron en tres partidos y clasificaron a la final, dejando a Obras eliminado.
En la temporada 2016-17 y por motivos de patrocinio se denominó Obras UDAP Vóley, llevando las siglas de la Unión Docentes Agremiados Provinciales en su nombre. Contrató a Rodolfo "Yeyo" Sánchez como entrenador principal del equipo, y clasificó a la segunda fase de la Copa ACLAV 2016 al ganar el grupo que compartió con UPCN San Juan y con Gigantes del Sur, accediendo por segundo año consecutivo a las semifinales de la competencia. En la segunda instancia quedó eliminado en el primer encuentro ante Alianza Jesús María y superó a Personal Bolívar en el encuentro por el tercer puesto, logrando así a su mejor posición en la historia hasta ese momento, el tercer puesto. Al terminar sexto en la fase regular accedió a play-offs y se enfrentó con UPCN San Juan Vóley que ganó la serie 3 a 0 (3 a 0, 3 a 1 y 3 a 2) y quedó eliminado de la competencia. Sin embargo, accedió a la Copa Argentina entrando en segunda ronda, donde jugó un triangular con Alianza Jesús María y UNTreF Vóley. Tras ganar dicho triangular, jugado en el Estadio Aldo Cantoni, se enfrentó en la final a Gigantes del Sur en el Estadio Ruca Che de Neuquén, donde ganó 3 a 0 y logró ser campeón en dicha competencia por primera vez.
En la temporada 2017-18 el club continuó con "Yeyo" Sánchez como entrenador del equipo. Entre los jugadores destacó la contratación de los cubanos Osmany Camejo, Osmel Camejo y Javier Jiménez. Entre los nacionales estuvieron Edgar Vieira, proveniente de Morón, Michele Verasio de PSM Vóley, Ignacio Luengas de Vélez Sarsfield, Francisco Lloveras y Mariano Vildosola de UPCN Vóley, y Juan Bucciarelli, que se sumaron al armador Matías Sánchez que renovó contrato. La temporada comenzó con la disputa de la Copa Máster donde perdió 3 a 0 ante Lomas Vóley y quedó eliminado. Luego vino la Copa ACLAV, donde Obras fue local en un grupo que compartió con UPCN San Juan Vóley, y los ascendidos Libertad Burgi Vóley y Monteros Vóley Club. Tras vencer a Monteros 3 a 2, y a Libertad 3 a 0 perdió el clásico 3 a 0 y no logró avanzar de fase. Luego, durante la temporada regular de la liga Obras no accedió al presudamericano, al cual clasificaban los mejores cuatro al cabo de la primera ronda, pero si logró entrar a la Copa Desafío, a la cual clasificaban los siguientes cuatro. En el estadio de Libertad Burgi venció a Monteros Vóley 3 a 1 en semifinal y cayó en la final ante UNTreF Vóley 3 a 2, quedando subcampeón. Tras finalizar la fase regular de la liga en la sexta colocación fue emparejado con Lomas Vóley en cuartos de final y arrancó la serie al mejor de cinco encuentros como visitante, perdiendo 3 a 1 y 3 a 2. Como local y tras el paso de Lomas por el torneo sudamericano, Obras descontó en la serie al ganar 3 a 2 el tercer partido, pero cayó en el cuarto encuentro 0 a 3 y quedó eliminado. Tras esa eliminación accedió a la segunda ronda de la Copa Argentina, donde organizó un triangular en el cual también participaron PSM Vóley y Libertad Burgi Vóley. El obrero perdió el primer partido en tie-break ante PSM, que luego cayó ante Libertad en cinco sets, al cual Obras derrotó en la misma cantidad de sets, produciéndose así un triple empate entre los contrincantes, el cual se definió por coeficientes de puntos marcados, y como el equipo local obtuvo una mejor diferencia de puntos ante los otros dos equipos logró avanzar de fase y acceder a la final. En el partido definitorio visitó a Gigantes del Sur en el Ruca Che, donde había ganado la anterior edición del torneo, y esta vez repitió resultado, venciendo 3 a 0 y proclamándose bicampeón del torneo.

### Actualidad, campeón de Copa ACLAV
Para la temporada 2018-19 Rodolfo Sánchez dejó el puesto y lo reemplazó Juan Serramalera. Además se sumaron al equipo Rodrigo Quiroga, que retornó al equipo, Jonadabe Carneiro y Franco Massimino, que vienen de Lomas Vóley y Osniel Melgarejo que llegó de UNTreF Vóley, más la continuidad de Matías Sánchez. La temporada arrancó con la disputa de la liga, donde Obras logró 3 victorias y 1 derrota hasta que disputó la Copa ACLAV de esa temporada. En la copa disputó cuartos de final ante Gigantes del Sur en una doble fecha disputada en el Aldo Cantoni. Obras ganó 3 a 0 y 3 a 1 ambos partidos y accedió al Final Four. Luego continuó disputando la liga y logró 3 victorias más y 2 derrotas para llegar como escolta a enero de 2019 cuando disputó el Final Four de la copa. En semifinales se enfrentó a UPCN San Juan Vóley y lo derrotó 3 a 0 y en la final se enfrentó a Ciudad Vóley al cual venció 3 a 1 y así logró el primer título en esta competencia.
De cara a la temporada 2019-2020 Serramalera dejó su cargo pues se fue a dirigir la selección China y fue reemplazado por Santiago Paredes. El primer partido de dicha temporada será la Super Copa ante Bolívar.

## Instalaciones

### Estadio Aldo Cantoni

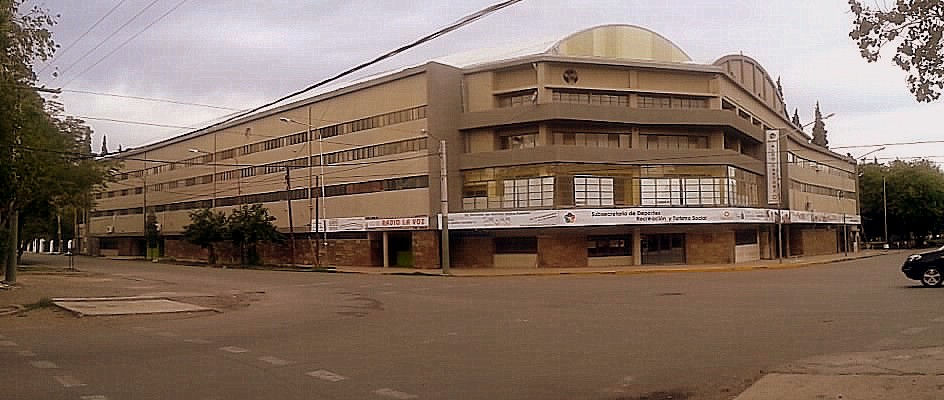
Estadio Aldo Cantoni.

Obras juega sus partidos como local en el Estadio Aldo Cantoni. El estadio está ubicado en Urquiza esquina San Luis, San Juan, provincia de San Juan y tiene una capacidad para 6700 espectadores. El estadio cuenta entre sus principales características con un sistema de aire acondicionado, instalado en febrero de 2015 por iniciativa de UPCN San Juan Vóley, la otra institución de la ciudad en la máxima competencia.

### Sede social
El club posee una sede social en la ciudad de San Juan, en la calle 25 de mayo. La misma cuenta con una pileta y una cancha para jugar al vóley, además de un comedor de 130 metros cuadrados.

## Datos del equipo
En torneos nacionales
- Temporadas en primera división: 18 (1996-97 a 2008-09 y 2013-14 a actualidad)
  - Mejor puesto en la liga: semifinalista (2000-01, 2015-16)
  - Peor puesto en la liga: 10.º, último (2014-15)
- Participaciones en Copa ACLAV: (2013-actualidad)
  - Mejor puesto en la copa: campeón (2018-19)

En torneos internacionales
- Participaciones en Campeonato Sudamericano: 4 (1983, 1985, 1988, 1995)
  - Mejor participación: subcampeón (1995)
  - Peor participación: tercero (1983, 1985, 1988)

## Jugadores
Jugadores que han participado en los seleccionados nacionales.
- Richard Aguiar, Alicia Aguiar, Juan Martín Flores, Manuel Vera, Omar Romero, Daniel Quiroga, Raúl Quiroga, Leonardo Wiernes, Fabián Barrrionuevo, Jorge Elgueta, Leonardo Abadía, Carlos León, César Vega, Rodrigo Quiroga, Alejandro Spajic, Federico Pereyra, Gastón Tissera, Alejandro Toro.

Equipo de la temporada 1999-2000, campeón Súper 4 y tercero
- Jorge Elgueta, Alejandro "Pichón" Barrionuevo, Leonardo Wiernes, Agustín Arturo, Carlos Tejeda, Mauricio Méndez, Leonardo Porolli.

Equipo campeón de la Copa ACLAV 2018
- Matías Sánchez, Jesús Herrera, Rodrigo Aschemacher, Jonadabe Carneiro, Rodrigo Quiroga, Osniel Melgarejo, Franco Massimino (L)

Otros jugadores destacados
- Raúl Quiroga
- Alejandro Barrionuevo
- Carlos Tejeda

## Entrenadores
- A. Lombardero, entrenador campeón en 1982.
- Daniel Quiroga, 2003-04.
- Alejandro Barrionuevo, 2014-15
- Jorge Elgueta, 2012-2014.
- Leonardo Wiernes, 2015-2016.
- Rodolfo Sánchez, 2016-2018.
- Juan Manuel Serramalera, 2018-2019.
- Santiago Paredes, desde 2019.
- Daniel Gallardo, 2022-2023.

## Palmarés
- Torneos de temporada o de máxima división:[65]

Copa Argentina de Clubes Campeones: 1 (1982)
Torneo de la Confederación Argentina: 1 (1995)
Copa ACLAV: 1 (2018)
- Torneos menores organizados durante la temporada:

Torneo Súper 4: 1 (2000-01)
Copa Argentina: 2 (2017 y 2018)